# Joan Capdevila Duran

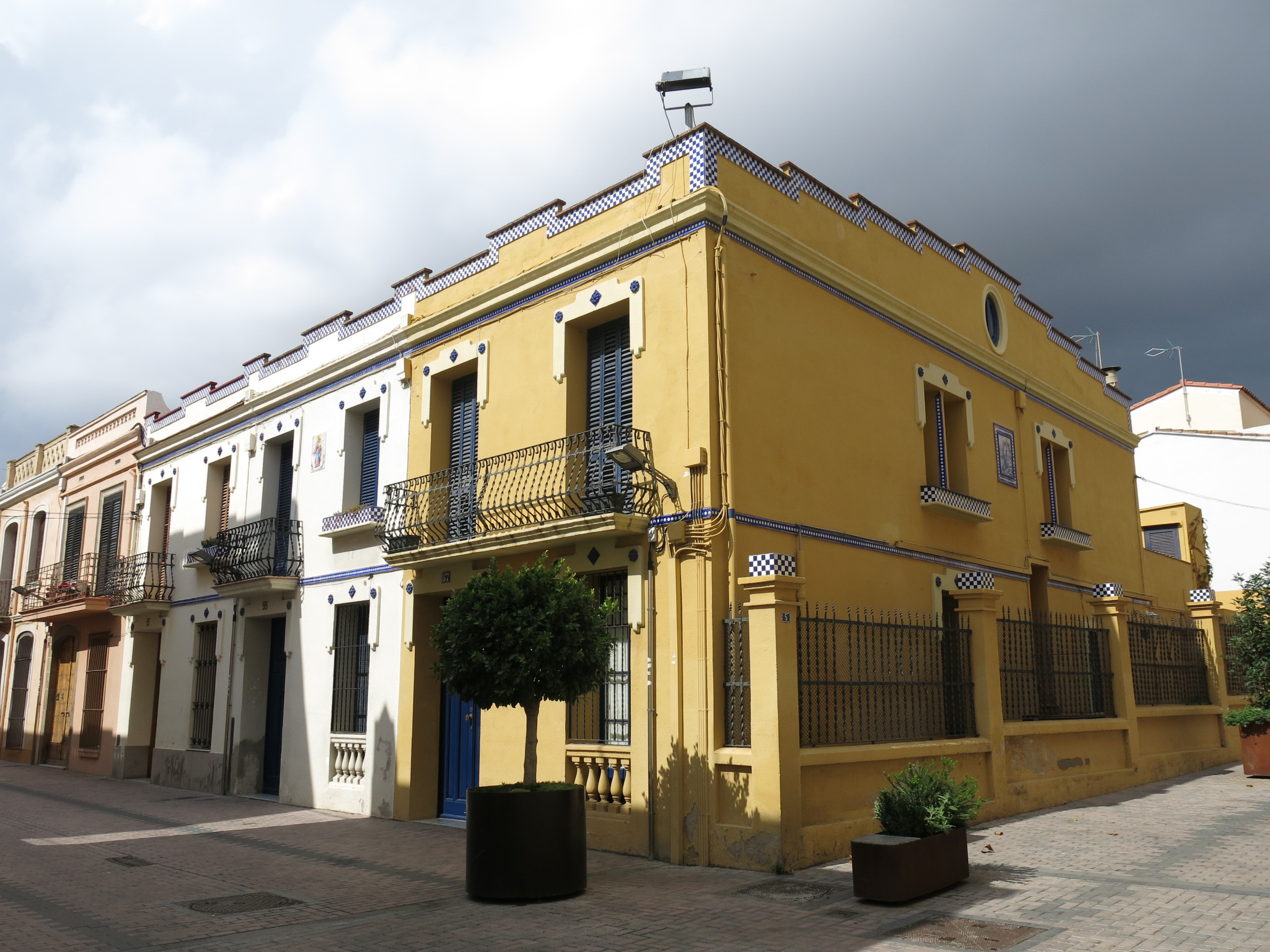
Carrer Gibraltar de Premià de Mar on va viure Joan Capdevila

Joan Capdevila Duran (Vic, Osona, 1891 - Premià de Mar, Maresme, 1936) va ser un periodista català del diari El Matí i mort durant la repressió en la zona republicana durant la Guerra Civil espanyola.

## Biografia
Des de molt jove va pertànyer al Cos de Portants i a la Pia Unió de Miquel Arcàngel de Vic, cantava a l'orfeó d'aquesta entitat. L'any 1920 es va casar amb Antònia Nogués Batlle a Barcelona i en el 30 d'octubre de 1921 va tenir el primer fill, Joan Capdevila Nogués. En 1922 ja resideix a Premià de Mar on va establir-se definitivament. A Premià va tenir els seus altres tres fills: Concepció, Antoni i Montserrat. Membre de la Federació de Joves Cristians de Catalunya. Treballava a les oficines de la companyia Transmediterránea, a Barcelona.
Va ser periodista del diari catòlic barceloní «El Matí», fundat per Josep Maria Capdevila i Balanzó i Josep Maria Junoy i Muns, que es va editar a Barcelona entre el 24 de maig de 1929 i el 19 de juliol de 1936. Es distingí per la seva ponderació informativa i per la bona presentació tipogràfica. Fou un diari de marcada acció social cristiana i crític amb el capitalisme i el liberalisme, així com amb la burgesia, tant si es deia de dreta com d'esquerra. Joan Capdevila era ardent propagador de la premsa catòlica, des d'on havia escrit diversos articles en què detallava alguns aspectes de la gestió municipal i les picabaralles entre la majoria republicana i la minoria de dretes, que no havien agradat gaire a la majoria d'esquerres de l'Ajuntament de Premià, i havia publicat diversos escrits i poesies de Josep Paradeda i Sala.
Simpatitzava i era propagandista de partits de dreta i col·laborà amb ells durant les eleccions generals espanyoles de 1936, i en esclatar la Guerra Civil Espanyola, els grups marxistes es va acarnissar en els col·legis de Premià, per als quals tant havia treballat el senyor Capdevila, ja que va ser membre també de la Mútua Escolar La Popular, del col·legi La Salle. Va obtenir un permís perquè la comunitat i els novicis de les escoles cristianes poguessin passar a França. En constatar que els esforços per a salvar de l'incendi l'església parroquial eren inútils, oferí casa seva com a lloc d'amagatall per algunes imatges i altres objectes sagrats dedicats al culte. Com que cada dia havia d'anar a Barcelona, va saber que era seguit des de feia algun temps i li van aconsellar que s'amagués, però ell va rebutjar tota idea d'abandonar els seus. A mitjan agost de 1936, va sofrir un escorcoll a casa seva del carrer Gibraltar, el dugueren a declarar, l'interrogaren i amenaçaren, fins que al cap d'una hora fou posat en llibertat. El diumenge dia 13 de setembre de 1936, a les dues del matí, uns milicians se l'endugueren i el van assassinar a la Font de Cera d'Alella, amb possibles induccions per part d'algun component del Comitè de Premià de Mar. La seva defunció consta al Registre Civil d'Alella. La seva dona i els fills es van dispersar i van tenir de ser ajudats per parents pròxims de la família.

## Procés de beatificació
En 2003 la Federació de Joves Cristians de Catalunya va impulsa el procés diocesà a Barcelona per a la seva beatificació en la causa de Josep M. Armengol Sera i companys de l'antiga Federació de Cristians de Catalunya.